# Les Dieux du Stade (jeu vidéo)
Pour les articles homonymes, voir Les Dieux du stade.
Les Dieux du Stade est un jeu vidéo de sport développé et édité en 1985 par Infogrames pour tous les ordinateurs de la gamme Thomson. Le jeu avait pour cadre fictif les Jeux olympiques d'été de Paris 1992 (en 1985, l'organisateur des jeux de 1992 n'était pas connu et Paris était candidat potentiel).
La musique de présentation est celle tirée du film Les Chariots de feu.

## Système de jeu
Ce jeu de simulation de jeux olympiques propose quatre épreuves, dans cet ordre :
- 100 mètres,
- saut en longueur,
- 400 mètres,
- saut en hauteur.

Une fois les quatre épreuves réalisées, la simulation recommence avec un niveau de difficulté plus élevé.
L'athlète est déplacé avec la manette de jeu : pour courir, il faut très rapidement déplacer la manette alternativement sur les positions droite et gauche.